# RPM International
RPM International Inc. (NYSE: RPM) er en amerikansk producent af overfladebehandlingsmidler (etc. maling) til byggeri og industri. Deres mærker til industrien inkluderer Tremco, Carboline, Universal Sealants, Stonhard, RPM/Belgium, Euco, Day-Glo og Dryvit. RPM's forbrugermærker inkluderer Zinsser, Rust-Oleum, DAP, Varathane, Mean Green, Krud Kutter, Concrobium, Moldex og Testors.
Virksomheden har ca. 15.500 ansatte og 122 produktionsfaciliteter. Produkterne sælges i 170 lande. I maj 1947 etablerede Frank C. Sullivan virksomheden Republic Powdered Metals, der senere blev til RPM International Inc.